# Jacques Leclercq
Jacques Leclercq (* 3. Juni 1891 in Brüssel; † 13. Juli 1971 in Beaufays) war ein belgischer Philosoph und Theologe.

## Leben
Jacques Leclercq studierte bereits im Alter von 15 Jahren an der Universität Brüssel Rechtswissenschaften. 1911 wurde er in Recht promoviert, 1914 in Philosophie. Anschließend trat er in das Priesterseminar in Mechelen ein und empfing 1917 durch Kardinal Désiré-Joseph Mercier die Priesterweihe. Von 1921 bis 1938 war er Professor für Moraltheologie und Rechtsphilosophie am Institut Saint-Louis de Bruxelles, von 1938 bis 1961 lehrte er an der Katholischen Universität Löwen.
Er gründete die Zeitschrift Die christliche Stadt mit dem Ziel, die Werte des Evangeliums in der belgischen Gesellschaft zu verankern. Neben seinen zahlreichen Veröffentlichungen war er beteiligt an der Gründung der Hochschule für Politik- und Sozialwissenschaften, später gründete er die Gesellschaft für politische Studien und Sozialwissenschaften. 1955 eröffnete er das Zentrum für soziologische Forschungen. Anfang der 1960er Jahre beteiligte er sich im Vorfeld des Zweiten Vaticanums an den Diskussionen.